# Agonopterix broennoeensis
Agonopterix broennoeensis is een vlinder uit de familie grasmineermotten (Elachistidae). De wetenschappelijke naam is voor het eerst geldig gepubliceerd in 1920 door Strand.
De soort komt voor in Europa.